# Ryper
Ryper er en slægt af fugle i familien fasanfugle. Der findes blot tre arter, der alle lever på den nordlige halvkugle. Dalrype og fjeldrype findes i Skandinavien. 

## Arter
De tre arter i rypeslægten:
- Dalrype, Lagopus lagopus
- Fjeldrype, Lagopus muta
- Hvidhalet rype, Lagopus leucura